# Matthias Mander
Matthias Mander (né en 1933 à Graz) est un écrivain autrichien.
Il travaille depuis 1962 à la radio autrichienne au service littérature du studio Steiermark. En outre, il occupe les fonctions de lecteur à l'université d'économie de Vienne et à l'université d'Innsbruck.

## Récompenses
- 1979 : Prix littéraire Anton-Wildgans de l'industrie autrichienne
- 1991 : Prix d'honneur de littérature du Land de Basse-Autriche
- 1995 : Prix Stefan-Andres de littérature en langue allemande de la ville Schweich

## Œuvres
- Der Kasuar (1979)
- Wüstungen (1985)
- Der Sog (1989)
- Cilia oder der Irrgast (1993)
- Garanas oder die Litanei (2002)
- Der Brückenfall oder das Drehherz (2005)